# Soziale Diskontrate
Die soziale Diskontrate ist ein Begriff aus der Wirtschaftswissenschaft, der seine Ursprünge in der Makroökonomik bzw. Wachstumstheorie (insb. Ramsey-Modell) hat und insbesondere in der Umweltökonomik große Bedeutung genießt. Die soziale Diskontrate ist ein Maß dafür, wie eine Gesellschaft in Zukunft (z. B. bei künftigen Generationen) anfallende Kosten und Nutzen bewertet. Sie dient der Auf- oder Abzinsung in Kosten-Nutzen-Analysen von gesellschaftlichen Projekten und sollte von der privaten bzw. individuellen Diskontrate (Zeitpräferenz) unterschieden werden. Oft wird die soziale Diskontrate unter dem Gesichtspunkt der Generationengerechtigkeit betrachtet.

## Begründung
Während bei individuellen Diskontraten die Ungeduld die (empirische) Hauptbegründung ist, wodurch das Konzept deskriptiver Natur ist, wird die soziale Diskontrate üblicherweise als ein normatives Konzept interpretiert – es handelt sich dabei um die Diskontrate, die die intertemporale soziale Wohlfahrt maximiert. Im Gegensatz zur individuellen Diskontrate muss sie nicht zwangsläufig positiv sein. In der Literatur finden sich mindestens drei verschiedene Begründungen für eine positive Diskontrate:
- die Wohlfahrt künftiger Generationen hat weniger Wert als die der heute Lebenden – dieses Argument gilt bereits seit Frank Ramsey als ethisch nicht vertretbar und wird von den meisten Ökonomen abgelehnt;[2]
- die Wahrscheinlichkeit, dass die Menschheit infolge eines zufälligen Kataklysmus (z. B. Meteorit) ausstirbt, bevor der zu diskontierende Zahlungsstrom anfällt;
- die Annahme, dass künftige Generationen wohlhabender sein werden als die heutige Generation.

## Ramsey-Regel
Die soziale Diskontrate ist ein intertemporaler Schattenpreis, der es erlaubt, zu verschiedenen Zeitpunkten anfallende Zahlungsströme miteinander zu vergleichen. Sie wird üblicherweise aus dem dynamischen Wachstumsmodell von Frank Plumpton Ramsey hergeleitet. Dabei wird von einer utilitaristischen sozialen Wohlfahrtsfunktion ausgegangen (die von einem sozialen Planer maximiert wird):
{\displaystyle \int _{0}^{\infty }U(C(t))e^{-\delta t}\mathrm {d} \,t}
Dabei steht {\displaystyle U(C(t))} für die soziale Wohlfahrt (den gesellschaftlichen Gesamtnutzen) zum Zeitpunkt {\displaystyle t}, der vom Konsum {\displaystyle C} abhängig ist. Dabei ist {\displaystyle \delta } die soziale Zeitpräferenzrate, also ein Bestandteil der sozialen Diskontrate. Die so formulierte Wohlfahrtsfunktion ist in einer (nicht messbaren) Nutzeneinheit nominiert. Damit mit messbaren Werten gearbeitet werden kann, muss eine konkrete Wohlfahrtsfunktion mit einem Numéraire (üblicherweise: Geld) angenommen werden. In der Theorie optimalen Wachstums wird meist die Power Utility genannte Nutzenfunktion angenommen (für alle {\displaystyle t}):
{\displaystyle U(C)={\frac {C^{1-\gamma }}{1-\gamma }}}
wobei {\displaystyle \gamma } die Aversion gegenüber intertemporaler Ungleichheit bzw. die Konsumelastizität der Wohlfahrtsfunktion ist. Aus der so spezifizierten Wohlfahrtsfunktion lässt sich die soziale Diskontrate ableiten (sog. Ramsey-Regel bzw. Ramsey-Formel):
{\displaystyle r_{t}=\delta +\gamma g_{t}}
wobei {\displaystyle r_{t}} (manchmal auch {\displaystyle \rho _{t}}) die soziale Diskontrate ist, {\displaystyle \delta } die (soziale) Zeitpräferenzrate (bzw. die soziale Rate der reinen Zeitpräferenz), {\displaystyle g_{t}} die Wachstumsrate des Konsums und {\displaystyle \gamma } ein Gewichtungsfaktor dieser, die relative Aversion gegenüber intertemporaler Ungleichheit.
Die soziale Zeitpräferenzrate wird üblicherweise aus ethischen Erwägungen mit {\displaystyle \delta =0} angenommen, denn sie wird als eine grundsätzliche Gewichtung der Wohlfahrt künftiger Generationen interpretiert. Die relative Aversion gegenüber intertemporaler Ungleichheit kann empirisch approximiert werden und wird meist mit {\displaystyle \gamma =2} als einem realistischen Näherungswert angenommen. Die Wachstumsrate des Konsums entspricht üblicherweise langfristigen Projektionen der Wachstumsrate des Bruttoinlandsprodukts oder wird als unsicher angenommen.
Falls die Wachstumsrate {\displaystyle g_{t}} unsicher ist, lässt sich das in einer modifizierten Ramsey-Formel ausdrücken. Nimmt man an, dass die unsicheren künftigen Wachstumsraten unabhängig voneinander und normalverteilt sind mit dem Erwartungswert {\displaystyle \mu _{g}} und Varianz {\displaystyle \sigma _{g}^{2}}, sieht die Formel wie folgt aus:
{\displaystyle r_{t}=\delta +\gamma \mu _{g}-0{,}5\gamma ^{2}\sigma _{g}^{2}}
Falls die Unsicherheit groß genug ist, kann die soziale Diskontrate auch negativ werden.

## Hyperbolisches Diskontieren
Unter bestimmten Bedingungen führt die Annahme einer unsicheren Wachstumsrate des Konsums zu einer abnehmenden Diskontrate: für nah in der Zukunft liegenden Zeitpunkte werden Zahlungsströme mit einer höheren Diskontrate abgezinst, während ferner in der Zukunft anfallende Zahlungsströme mit niedrigeren Diskontraten abgezinst werden. Aufgrund der üblichen Form der Diskontraten-Zeitkurve wird dieser Ansatz als hyperbolisches Diskontieren bezeichnet.
Eine spezielle Form hyperbolischen Diskontierens stellt das von Martin L. Weitzman vorgeschlagene Gamma-Diskontieren dar. Um mit der Unsicherheit bezüglich der „korrekten“ sozialen Diskontrate umzugehen, befragte Weitzman eine große Stichprobe von Ökonomen nach der ihrer Meinung „besten Schätzung für eine angemessene reale Diskontrate, die zur Bewertung von Umweltprojekten über einen langen Zeithorizont verwendet werden sollte“. Er erhielt insgesamt 2160 Werte; ignoriert man 49 nicht-positive Werte (drei negative, 46-mal Null), ergeben sie näherungsweise eine Gammaverteilung. Der Ansatz wurde von Partha Dasgupta als einer theoretischen Grundlage entbehrend und zu pauschal kritisiert.
Ein viel diskutiertes Problem hyperbolischen Diskontierens ist die sog. Zeitinkonsistenz – Entscheidungen, die zum Zeitpunkt {\displaystyle 0} für den Zeitpunkt {\displaystyle t} im Voraus gemacht werden, erscheinen zum Zeitpunkt {\displaystyle t} nicht mehr wünschenswert bzw. attraktiv. Ausgehend von Zeitpunkt {\displaystyle 0} ist die Diskontrate zwischen den Zeitpunkten {\displaystyle t} und {\displaystyle t+1} die niedrige langfristige Diskontrate; zum Zeitpunkt {\displaystyle t} ist es allerdings die hohe kurzfristige Diskontrate. Gegen diesen Einwand wurde darauf hingewiesen, dass die Zeitinkonsistenz lediglich bei über die Zeit variierender reiner Zeitpräferenz auftritt; falls die hyperbolische Struktur der Diskontrate ein Resultat der Unsicherheit bezüglich objektiver Zustände in der Welt (z. B. Wachstumsrate des Konsums) ist, komme es nicht zu Zeitinkonsistenz.

## Soziale Diskontraten in der Klimaökonomik
Die theoretische Auseinandersetzung mit sozialen Diskontraten wurde besonders von der Ökonomik des Klimawandels angeregt. 2006 erschien der einflussreiche Stern-Report, in dem eine vergleichsweise niedrige soziale Diskontrate gewählt wurde. Des Weiteren wählte Stern einen positiven (sehr kleinen) Wert für die Zeitpräferenz {\displaystyle \delta } mit der Begründung, dass dieser die Wahrscheinlichkeit, dass die Menschheit zu einem beliebigen Zeitpunkt {\displaystyle t} durch ein zufälliges (stochastisches) Ereignis untergeht, darstelle. Dies führte zu einer intensiven Debatte über die angemessene Wahl von sozialen Diskontraten zu ihrer Verwendung in der Klimaökonomik bzw. insbesondere in sogenannten integrierten Assessment-Modellen (integrated assessment models, IAM). Dabei ging es nicht nur um die Auswahl der „korrekten“ Parameter für die Ramsey-Funktion, sondern auch generell um die Art der Festlegung der sozialen Diskontrate. Während die meisten Ökonomen diese als einen normativen Ansatz betrachten, argumentieren einige Ökonomen (insbesondere William D. Nordhaus und Richard Tol), dass die soziale Diskontrate dem marktüblichen Zinssatz entsprechen sollte. Die Wahl der sozialen Diskontrate ist wichtig, weil sie zu den einflussreichsten Faktoren in ökonomischen Klimamodellen (IAM) gehört. Der Gegenwartswert eines Schadens von 1 Mio. $ in 100 Jahren beträgt 369.000 $ bei einer Diskontrate von 1 %, 52.000 $ bei 3 % und 1.152 $ bei 7 %.
Werte für die intertemporale Ungleichheitsaversion in klimaökonomischen Modellen liegen in der Regel im Bereich {\displaystyle 1\leq \gamma \leq 3}.

## Empfehlungen für soziale Diskontraten
In manchen Ländern gibt es staatliche Empfehlungen für soziale Diskontraten zur Bewertung von Umweltprojekten. In Großbritannien wird laut dem Green Book von 2018 eine abnehmende soziale Diskontrate empfohlen: 3,5 % für die ersten 30 Jahre, 3 % für Jahre 31–75, 2,5 % für Jahre 76–125. Niedrigere Diskontraten werden im Gesundheitskontext empfohlen. In Frankreich wurde infolge des sogenannten Legégue-Reports erstmals eine abnehmende soziale Diskontrate empfohlen (4 % für die ersten 30 Jahre, 2 % darüber hinaus); 2013 wurden die Werte aktualisiert und betragen nun 2,5 % bis 2070 und 1,5 % nach 2070 („risikofreie soziale Diskontrate“).